# Osaka International 2012
Die Osaka International 2012 im Badminton fanden vom 4. bis zum 8. April 2012 in der Präfektur Osaka statt. Austragungsort war das Moriguchi Shimin Taiikukan in der Stadt Moriguchi.

## Medaillengewinner
| Disziplin    | Gold                              | Silber                                         | Bronze                                           |
| ------------ | --------------------------------- | ---------------------------------------------- | ------------------------------------------------ |
| Herreneinzel | Kazumasa Sakai                    | Kazushi Yamada                                 | Kento Momota                                     |
| Herreneinzel | Kazumasa Sakai                    | Kazushi Yamada                                 | Sho Zeniya                                       |
| Dameneinzel  | Sayaka Takahashi                  | Yui Hashimoto                                  | Kana Ito                                         |
| Dameneinzel  | Sayaka Takahashi                  | Yui Hashimoto                                  | Shizuka Uchida                                   |
| Herrendoppel | Takeshi Kamura Keigo Sonoda       | Markus Fernaldi Gideon Agripina Prima Rahmanto | Yoshiteru Hirobe Kenta Kazuno                    |
| Herrendoppel | Takeshi Kamura Keigo Sonoda       | Markus Fernaldi Gideon Agripina Prima Rahmanto | Mohd Lutfi Zaim Abdul Khalid Vountus Indra Mawan |
| Damendoppel  | Rie Eto Yu Wakita                 | Naoko Fukuman Kurumi Yonao                     | Koharu Yonemoto Yuriko Miki                      |
| Damendoppel  | Rie Eto Yu Wakita                 | Naoko Fukuman Kurumi Yonao                     | Aya Shimozaki Emi Moue                           |
| Mixed        | Ricky Widianto Richi Puspita Dili | Takeshi Kamura Koharu Yonemoto                 | Irfan Fadhilah Weni Anggraini                    |
| Mixed        | Ricky Widianto Richi Puspita Dili | Takeshi Kamura Koharu Yonemoto                 | Katsuk Domoto Yui Fujiwara                       |